# Alain Glavieux
Alain Glavieux, né le 4 juillet 1949 à Paris et mort le 25 septembre 2004 à Brest, est un chercheur français, connu pour être l'un des trois inventeurs des turbo codes en 1993, classe de codes correcteurs très performante.

## Biographie
Diplômé de l'ENST en 1978, il fut maître de conférences puis professeur à l'ENST Bretagne.
Exposé inaugural en Suisse, 1991, en compagnie de son collègue chercheur et professeur ENST Plouzané/Brest Claude Berrou, physicien.
L'évidence de leur découverte, laquelle  fait le relais avec celles l'Irlandais Shannon (1947) aura raison du scepticisme d'alors. S'ensuivront de multiples reconnaissances internationales et françaises ...(NASA) i.e. Quant aux débouchés issus de cette découverte, ils se poursuivent (téléphonie 3G, 4G, etc.)[pas clair]
Il a reçu en 2003 la médaille Richard-Hamming de l'IEEE ainsi que le grand prix France Telecom de l'Académie des sciences.